# Ngrombo (Baki)
Ngrombo is een bestuurslaag in het regentschap Sukoharjo van de provincie Midden-Java, Indonesië. Ngrombo telt 2828 inwoners (volkstelling 2010).